# Aïnoumane
Aïnoumane est un village du Sénégal situé en Basse-Casamance dans le sud du pays. Il a fait partie de la communauté rurale de Diouloulou, dans l'ancien arrondissement de Diouloulou, le département de Bignona et la région de Ziguinchor. En 2008 il est inclus dans le périmètre communal de la nouvelle commune de Diouloulou.

## Population
Lors du dernier recensement, la localité comptait 98 habitants et 14 ménages.